# نیل ادموندز
نیل ادموندز (انگلیسی: Neil Edmonds؛ زادهٔ ۱۸ اکتبر ۱۹۶۸) بازیکن فوتبال اهل بریتانیا است.